# Веспрем
Веспрем (мађ. Veszprém) је значајан град у Мађарској, смештен у средишњем делу државе. Веспрем је управно средиште истоимене жупаније Веспрем.
Град има 62.286 становника према подацима из 2008. године. Овде постоји ФК Веспрем.

## Географија
Веспрем се налази у средишњем делу Мађарске. Од престонице Будимпеште град је удаљен око 110 километара западно. Са престоницом је Веспрем повезан савременим ауто-путем М7. Од језера Балатон удаљен је око 15 км северно.
Град Веспрем се налази у средишњем делу Панонске низије, у средишњем панонском побрђу, које се пружа северном страном Балатона. Град нема реку. Клима у граду је умерено континентална.

## Историја
Први трагови људског насеља на територији Веспрема везани су за праисторију. Посебно је значајно франачко раздобље у раном средњем веку, када је овде подигнут замак, који су затекли Мађари по досељавању у Панонију.
Веспрем је био изузетно значајан у раној угарској историји, посебно по питању развоја католицизма. Град је било први хришћанско средиште на тлу Угарске - 1009. године овде је основана бискупија.
Средином 16. века град заузимају Турци и насеље пропада. 1688. г. Леополд I Хабзбуршки ослобађа Веспрем турске власти и град ускоро добија градска права. Са хабзбуршком влашћу враћа се и католичка црква. Град у 18. веку се развија и постаје важно културно, привредно и управно средиште.
Током Револуције 1848-49. Веспрем није имао значајну улогу, па није значајније страдао. После Револуције град се брзо подигао и убрзо добио железничку везу са Будимпештом. Такође, у ово време подигнуте су многе нове грађевине, а град се и бројчано повећавао.
После Првог светског рата Веспрем се нашао у оквиру новоосноване мађарске републике. Током друге половине века град је доживео поново развој и раст становништва. Током протеклих година транзиције, због повољног положаја између престонице и Запада град је лакше прошао кроз транзициону кризу него други градови у држави.

## Срби у Весприму
Још у 18. веку има помена о писменим Србима из Веспрема. Број православних становника је драстично опао. Било их је 1867. године само пет душа. Веспремска црквена општина је парохијска филијала која припада Столном Београду. Рајићеву историју српског и других народа узео је 1794. године купец Георгије Јовановић. Биографије славних људи наручио је претплатом 1807. године Лазар Ивановић месни купец. Трговац Јовановић (Ивановић) је иначе отац чувене српске академски образоване сликарке Катарине Ивановић, која је ту и рођена 1811. године.
Једини читалац претплатник Видаковићеве књиге био је 1823. године, купец веспримски Георгије Јовановић. Купци познате Вујићеве земљописне књиге били су 1825. године и Срби из Весприма: Михаил от Стојановић великокупац, затим купеци - Георгије Јовановић, Михаил Арадиј, Стефан Марковић, Павел Милинковић и Сава Милутиновић "купечески калфа". Занимљив наслов књиге привукао је читаоце из Весприма да се претплате 1829. године на нову књигу коју је превео Теодор Павловић адвокат пештански. Купили су свој примерак следећи житељи: Јован Јовановић заклети нотар, Антоније Живковић, Стефан Марковић, Павел Милинковић, Григорије Д. Јовановић, Сава Милутиновић - све трговци, и један са стране гост. Претплатник Летописа српског 1832. године био је у Весприму, Јовановић "от Ђеречке" спахија. Павловићев "Српски народни лист" куповао је (1839) један претплатник из места.
Године 1846. становници Веспрема су Јосиф от Стојановић пензионисани обрстлајтант и Јован от Ђуричко пензионисани адвокат. То су цркви одани "ревносни Срби".

## Становништво
По процени из 2017. у граду је живело 59.919 становника.
| 1949.  | 1960.  | 1970.  | 1980.  | 1990.  | 2001.  | 2011.  | 2017.  |
| ------ | ------ | ------ | ------ | ------ | ------ | ------ | ------ |
| 20.682 | 28.222 | 40.415 | 57.249 | 63.867 | 61.958 | 61.721 | 59.919 |

Становништво Веспрема махом чине махом Мађари. Некадашње бројно јеврејско становништво нестало је у Другом светском рату. Претежна вероисповест је римокатоличка.

## Партнерски градови
- Тират Кармел
- Ботроп
- Пасау
- Отињи Лувен ла Нев
- Жамберк
- Трептов-Кепеник
- Хасково
- Фрезаграндинарија

## Галерија
- Веспремски замак
- Католичка катедрала
- Куће у старом граду
- Жупанијски двор
- Градска кућа
- Универзитет у Веспрему
- Трг Лајоша Кошута
- Староградски трг
- Веспрем